# Мориц Лојенбергер
Мориц Лојенбергер (Бил, Швајцарска, 21. септембар 1946) је швајцарски политичар и Адвокат. Мориц је од 1995. био члан Швајцарског савезног већа где је био министар за природну средину, саобраћај, енергију и телекомуникацију (UVEK). На ову функцију је изабран 27. септембра 1995. и вршио ју је до 1. октобра 2010.
Године 2001, и 2006. одслужио је мандат као председник Швајцарске. Мориц је члан Социјалне Демократске странке Швајцарске (SP). Од 1991. до 1995, Мориц је био члан владе Кантон Цириха.